# Pellucistoma
Pellucistoma is een geslacht van kreeftachtigen uit de klasse van de Ostracoda (mosselkreeftjes).

## Soorten
- Pellucistoma atkinsi Hall, 1965 †
- Pellucistoma bensoni McKenzie & Swain, 1967
- Pellucistoma chushunshui Hu & Tao, 2008
- Pellucistoma compactum Bold, 1972 †
- Pellucistoma coombsi Ayress, 1990 †
- Pellucistoma curupira Gross, Raos & Piller, 2015 †
- Pellucistoma elongata Whatley, Moguilevsky, Chadwick, Toy & Ramos, 1998
- Pellucistoma fordycei Ayress, 1990 †
- Pellucistoma foveolata Majoran & Widmark, 1998 †
- Pellucistoma gibosum Sanguinetti, 1979 †
- Pellucistoma howei Coryell & Fields, 1937 †
- Pellucistoma kendengense (Kingma, 1948) Bold, 1950 †
- Pellucistoma kingmai Bold, 1972 †
- Pellucistoma magniventra Edwards, 1944 †
- Pellucistoma magnolioidea Hu & Tao, 2008
- Pellucistoma scrippsi Benson, 1959
- Pellucistoma spurium Bold, 1963 †
- Pellucistoma tumidum Puri, 1954 †